# 代尔阿提耶
Dair Atiah (阿拉伯语：ديرعطية)，前称Dhaeaa（阿拉伯文：الضيعة），是叙利亚的一个城市，位于Qalamoun山和黎巴嫩山东部之间，距离首都大馬士革北部 88公里（55英里），去城市 Homs 途径此城市。目前估计Dair Atiah人口有20,000 人。
由于Dair Atiah的地理位置位于海拔1,250 米（4,100 英尺），因此夏季气候温和冬季寒冷。
临近沙漠地带，年均降雨量不超过125毫米（4.9 寸），环境状况，包括土壤贫瘠，不能为当地居民提供足够资源。因此当地居民早在二十世纪开始迁移到美洲，波斯湾和东亚洲国家。

## 农业
农业耕种葡萄，山杏，樱桃，無花果和其他果实。
Dair Atiah使用谷底的地下水。
Dair Atiah境内有许多风车（有时叫做风轮）。风车产生的电用来泵取井水。百多年来风车是泵取农业用水的主要方法。

## 文化
Dair Atiah 拥有一个博物馆，一个体育中心和文化中心。
2003年，叙利亚第一所私立学校在Dair Atiah成立。
Dair Atiah 的人口反映叙利亚的宗教变化，主要信仰穆斯林和基督徒。
Dair Atiah人民喜欢饮用热饮叫Mate，是移居南美洲的叙利亚人带回饮品。”来喝Mate"是本地特有的好客邀请。邀请暗示不单只共享热饮，而且一顿美食。

## 历史
史学家发现这个城市的名字与罗马尼亚司令员Theodorus Paulus的名字匹配，名字意味着” "Giving God" (（阿拉伯语：عطاء الله）。这个名字在Dair Atiah 时代流传超过千年。
在Dair Atiah 附近一个叫Yabrud的地方可以发现一些古代罗马渠道。